# Elektromagnetizam
Elektromagnetizam je grana klasične fizike koja istražuje uzroke i uzajamnu povezanost električnih i magnetskih pojava, objašnjava svjetlosne pojave i zakone optike, te sve ostale vrste elektromagnetskih valova. Razvoj elektromagnetizma započeo je početkom 19. stoljeća pokusima H. C. Ørsteda i M. Faradaya, proširio se teorijskim radovima J. C. Maxwella, koji je sve zakonitosti elektromagnetizma sažeo u četiri jednadžbe (Maxwellove jednadžbe), pokusima i teorijskim radovima H. A. Lorentza i H. R. Hertza, a vrhunac je dosegnuo u specijalnoj teoriji relativnosti A. Einsteina.

## Magnetsko polje električne struje
Danski fizičar H. C. Ørsted je prvi pokazao 1820. da postoji uska veza između električne struje i magnetizma. On je uzeo magnetsku iglu i postavio paralelno iznad nje bakrenu žicu, spojenu s polovima akumulatora. Čim se uključi električna struja, magnetska igla će se odmah pomaknuti iz svog pravca. Taj će otklon biti to veći što je struja jača. Promijenimo li smjer struje, igla će se otkloniti na drugu stranu. Stavimo li žicu ispod magnetske igle, bit će njezin otklon suprotan nego kad je žica iznad nje. 
Iz toga zaključujemo da oko električne struje postoji magnetsko polje jer samo ono može djelovati na magnetsku iglu. Svojstvo električne struje da stvara oko sebe magnetsko polje zove se elektromagnetizam. Pokusima se može pokazati da je magnetsko polje oko električnog vodiča u obliku koncentričnih krugova. Dakle, magnetsko polje oko ravnog električnog vodiča kojim protječe električna struja kružno je polje. Stavimo li u to polje magnetsku iglu, njezin će sjeverni pol pokazivati smjer magnetskog polja. Smjer toga magnetskog polja možemo odrediti pravilom desne ruke. Savijemo li prste desne ruke oko vodiča tako da nam palac pokazuje smjer struje, savinuti prsti pokazivat će smjer magnetskog polja. 
Savijemo li žicu u krug, magnetsko će polje u unutrašnjosti kruga biti pojačano, jer na jednoj strani sve magnetske silnice ulaze u krug, a na drugoj izlaze iz kruga. Načinimo li više zavoja od žice, dobit ćemo električnu zavojnicu, solenoid, uzvojnicu ili svitak, pa će djelovanje pojedinih krugova struje međusobno pojačavati. Takva se uzvojnica vlada kao pravi magnet dok kroz nju teče električna struja. Magnetske polove takve zavojnice možemo odrediti pravilom desne ruke, te ćemo pri tom vidjeti da je južni pol na onoj strani zavojnice gdje struja za gledaoca teče u smjeru gibanja kazaljke na satu, a sjeverni pol obratno. 
Stavimo li u takvu zavojnicu štap od mekog željeza i pustimo li istosmjernu struju, željezo će se zbog magnetskog polja magnetizirati u zavojnici. Takva zavojnica sa željeznom jezgrom zove se elektromagnet. Čim prekinemo struju, željezo nije više magnetično, u njemu ostaje samo malo takozvanog zaostalog ili remanentnog magnetizma. Metnemo li u zavojnicu čelični štap, on će zadržati veći dio postignutog magnetizma kad struju prekinemo. Elektromagneti se upotrebljavaju kod različitih električnih uređaja, a služe u industriji i za prenošenje velikih i teških predmeta.

### Djelovanje magnetskog polja na vodič kojim teče električna struja
Ako stavimo u magnetsko polje električni vodič kojim teče električna struja i kako oko vodiča postoji magnetsko polje, dat će polje vodiča i polje magneta razultirajuće magnetsko polje. Budući da na jednoj strani magnetske silnice jednog i drugog polja imaju isti smjer, a na drugoj protivni, to će na desnoj prvoj strani nastati zgušćenje, a na drugoj razrijeđenje magnetskih silnica. Zbog toga se pojavljuje sila koja vodič nastoji pomaknuti u stranu (u stranu razrijeđenih magnetskih silnica).
Slično se može napraviti pokus tako da postavimo električni vodič unutar potkovastog magneta. Čim se uključi električna struja, vodič će se otkloniti. Preokrenemo li magnet ili smjer struje, otklon vodiča bit će na protivnu stranu. 
Smjer gibanja vodiča u magnetskom polju možemo naći po pravilu lijeve ruke. Postavimo lijevu ruku tako da nam magnetske silnice udaraju u dlan, a prsti pokazuju smjer struje u vodiču. Tada će palac pokazivati njegov otklon, odnosno smjer sile kojom magnetsko polje djeluje na vodić kojim teče električna struja. 

### Djelovanje struje na struju
Budući da oko svakog električnog vodiča kojim teče električna struja postoji magnetsko polje, to takva dva vodiča moraju djelovati silom jedan na drugi. Ako uzmemo ravan vodič i postavimo paralelno uz njega drugi, tako da kroz oba vodiča teče struja iste jakosti i istog smjera, polje jednog i drugog vodiča spojit će se zajedno, pa će se oni međusobno privlačiti. 
Promijenimo li smjer struje u jednom od vodiča, stvar će biti obratna. Između vodiča nastat će zgušćivanje magnetskih silnica, a na vanjskoj strani razrijeđena, pa će se vodiči međusobno odbijati. Iz toga izlazi da se vodiči u kojima teče struja istoga smjera međusobno privlače, a vodiči u kojima teče struja protivnog smjera međusobno odbijaju. 

#### Međunarodni amper
Na djelovanju magnetskog polja na električni vodič kojim teče struja osniva se definicija međunarodnog ampera:
Amper (A) je jakost one stalne električne struje koja, tekući kroz dva ravna, paralelna i neizmjerno duga električna vodiča, zanemarivo malog kružnog presjeka u vakuumu, međusobno udaljena 1 metar (m), prouzrokuje između njih silu od 2 ∙ 10-7 njutna po metru (N/m).

## Primjena

### Elektromagnet
Elektromagnet je naprava koja pokazuje magnetska svojstva samo dok njome teče električna struja. Naime, električna struja u prostoru oko električnog vodiča kroz koji prolazi stvara magnetsko polje. Za razliku od trajnoga magneta, kojemu je magnetičnost trajno svojstvo, elektromagnet je privremeni magnet jer prestankom toka struje nestaje i magnetsko polje. 
Najjednostavniji je elektromagnet električna zavojnica kroz koju može teći električna struja. Što je u zavojnici više zavoja, to je jače magnetsko polje uz jednaku električnu struju, a ono se pogotovo silno poveća ako se u unutrašnjost zavojnice umetne jezgra od željeza ili čelika velike magnetske permeabilnosti. Kao i trajni magnet, elektromagnet privlači željezne predmete koji se nalaze u njegovoj blizini, a jednako tako ima najmanje dva magnetska pola.
Najjednostavnija je i najčešća primjena elektromagneta za nastanak upravljane privlačne sile, a to se rabi za pomicanje i držanje pri dizanju i premještanju željeznih predmeta u različitim elektrostrojarskim konstrukcijama. Na tome se osniva primjena elektromagneta u sklopnim aparatima, elektromagnetskim slušalicama i mikrofonima, mjernim električnim instrumentima i drugo. Vrlo je važna primjena elektromagneta za stvaranje jakih magnetskih polja potrebnih za elektromehaničku pretvorbu energije u električnim generatorima i električnim motorima. U takvim primjenama elektromagneti imaju više pari magnetskih polova, a mogu biti smješteni na statoru ili rotoru velikih električnih strojeva. Vrlo jaka magnetska polja, potrebna za rad s velikim i složenim instrumentima u laboratorijskim uvjetima (maseni spektrometar, akcelerator čestica i drugo), mogu se ostvariti samo primjenom snažnih elektromagneta.

### Elektromagnetski zvučnik
Elektromagnetski zvučnik je naprava u kojoj se električna energija pretvara u magnetsku, a magnetska u mehaničku, odnosno akustičnu energiju. Na polnim nastavcima jednog permanentnog (stalnog) magneta nalaze se dvije električne zavojnice, spojene u seriju. Ispred polnih nastavaka nalazi se željezna pločica, takozvana kotva. Kotvu privlače polni nastavci, pa je ona savijena prema dolje. Kada kroz zavojnicu teče izmjenična struja koja stalno mijenja svoj smjer, a time i smjer magnetskog polja, jakost će se magnetskog polja potkovastog magneta izmjenično pojačavati i slabiti. Zbog promjenjivog privlačenja, kotva će vršiti mehaničke titraje koji se prenose na membranu. Titraji membrane, koja može biti izgrađena u obliku lijevka, prouzrokuju zvučne titraje. 